# Panaeolopsis brasiliensis
Panaeolopsis brasiliensis är en svampart som beskrevs av Singer 1976. Panaeolopsis brasiliensis ingår i släktet Panaeolopsis och familjen Agaricaceae.   Inga underarter finns listade i Catalogue of Life.